# لي آشر
لي آشر (بالإنجليزية: Lee Asher)‏ هو ساحر استعراضي أمريكي، ولد في 1976 في فورت لودرديل في الولايات المتحدة.

## وصلات خارجية
- لي آشر على موقع IMDb (الإنجليزية)